# 加亚·巴萨尼·安蒂瓦里
加亚·巴萨尼·安蒂瓦里（義大利語：Gaia Bassani Antivari，1978年7月8日—），女子高山滑雪运动员，生于意大利米兰，曾代表格瑞那達参赛。后来改而代表阿塞拜疆参赛，曾参加2010年、2014年两届冬季奧林匹克運動會。
加亚·巴萨尼·安蒂瓦里1998年起即代表格瑞那達参加各项赛事。2002年，她本计划代表格瑞那達参加盐湖城冬奥会，但是格瑞那達决定不参加这届冬奥会。加亚·巴萨尼·安蒂瓦里于是自行乘飞机前往盐湖城，自己向组委会提交了报名表，希望可以参加比赛和开幕式运动员入场式。国际奥委会驳回了她的请求，理由是格林纳达奥委会没有为她报名。加亚·巴萨尼·安蒂瓦里随即将国际奥委会告上国际体育仲裁院。国际奥委会主张，国际体育仲裁院对此无管辖权。最终，国际体育仲裁院驳回了她的请求，加亚无缘2002年冬奥会。